# 大師寺 (四日市市)
大師寺（だいしじ）は、三重県四日市市にある、高野山真言宗の仏教寺院。山号は　勢州山（せいしゅうざん）。本尊は弘法大師。
3月21日に四国八十八箇所各寺の、御砂を堂内に集め、参拝者が各寺順に、お参りをして回る法要が行われる。10月1日に不要になった印章類を、境内にある印章塚に納め、供養が行われる。

## 歴史
天保年間（1830年 - 1844年）、この地に住む山田という信仰厚き人が、ある夜夢枕に弘法大師（空海）を感得し、同信の数人と共に、弘法大師像を勧請して、一宇の堂舎を建立したのが、当山の始まりと伝えられる。
明治35年（1902年）、堂宇を建立し寺容を整える。昭和20年（1945年）6月、太平洋戦争末期の四日市空襲で焼失してしまうが、本尊は住職が避難させ難を逃れた。その後、昭和29年（1954年）に本堂が再建された。

## 所在地
- 三重県四日市市北納屋町4-12

## 年中行事
- 3月21日　御砂踏法要
- 8月24日　地蔵まつり
- 10月1日　印章供養
- 11月3日　火渡り護摩

## 近隣施設
- 四日市港
- 大師之寺

## アクセス
- JR 四日市駅より北東へ約1km
- 国道23号浜町より東へ約150m
- 三重交通バス 相生橋にて下車　北西へ約300m